# Noël Vandernotte
Noël Vandernotte, francoski veslač, * 25. december 1923, Anglet, Pyrénées-Atlantiques, Francija, † 19. junij 2020, Beaucaire, Gard, Francija.
Vandernotte je bil na Poletnih olimpijskih igrah 1936 v Berlinu krmar za francoske čolne. V dvojcu in četvercu s krmarjem je na teh igrah osvojil bronasto medaljo. S tem je postal najmlajši prejemnik olimpijske medalje na igrah leta 1936. V času prejema je bil star 12 let in 233 dni.
Njegov oče je bil Fernand Vandernotte, njegov stric pa Marcel Vandernotte.